# Misumenops biannulipes
Misumenops biannulipes là một loài nhện trong họ Thomisidae.
Loài này thuộc chi Misumenops. Misumenops biannulipes được Cândido Firmino de Mello-Leitão miêu tả năm 1929.